# Едмон Лебюртон
Едмо́н Жуль Ісідо́р Лебюрто́н (18 квітня 1915 , Lantremanged, Варем  — 15 червня 1997 , Варем, Валлонія ) — бельгійський політик, прем'єр-міністр Бельгії (1973–1974).

## Біографія
1946 року був обраний до Палати представників Бельгії. У 1954–1958 роках — міністр охорони здоров'я в кабінеті соціаліста Ахіля ван Аккера, у 1961–1965 — міністр соціального забезпечення в уряді Тео Лефевра.
26 січня 1973 року сформував перший коаліційний уряд за участі соціалістів, християнських демократів та лібералів. 23 жовтня того ж року було сформовано другий склад коаліційного уряду Лебюртона. 25 квітня 1974 року пішов у відставку. У 1977–1979 роках був спікером Палати представників. Паралельно з політичною кар'єрою Лебюртон обіймав посаду бургомістра свого рідного Варема (1947–1987).